# Alfred Herrhausen
Alfred Herrhausen (30 de janeiro de 1930 - 30 de novembro de 1989; Essen - Bad Homburg vor der Höhe, Alemanha) foi um banqueiro alemão. Foi assassinado por um grupo terrorista próximo à sua casa em 30 de novembro de 1989.